# Megacyllene chalybeata
Megacyllene chalybeata es una especie de escarabajo longicornio del género Megacyllene, tribu Clytini, subfamilia Cerambycinae. Fue descrita científicamente por White en 1855.

## Descripción
Mide 17,7-22 milímetros de longitud.

## Distribución
Se distribuye por Bolivia, Brasil y Guayana Francesa.